# Inaccessible Islands
Inaccessible Islands (aus dem Englischen sinngemäß übersetzt Unzugängliche Inseln) sind eine Gruppe kleiner, unbewohnter Inseln im Archipel der Südlichen Orkneyinseln im Südpolarmeer.
Die Inaccessible Islands liegen rund 30 km westlich von Coronation Island, der größten Insel des Archipels, und stellen die westlichste Landmasse der Südlichen Orkneyinseln dar. Sie erheben sich steil aus dem Ozean und erreichen Höhen von 120 bis 215 m über dem Meer.
Die Inseln wurden möglicherweise bereits 1820 von Nathaniel Palmer entdeckt und Seal Islands genannt. Als gesichert gilt die Entdeckung durch den britischen Robbenjäger George Powell (1794–1824) vom Dezember 1821, der sie wegen ihrer vermeintlichen Unzugänglichkeit Inaccessible Islands taufte.